# Nipissingsjön
Nipissingsjön (engelska: Lake Nipissing, franska: lac Nipissing) är en 850 km² stor sjö i Ontario i Kanada på höjden 196 meter över havet. Borträknat Stora sjöarna är det Ontarios femte största sjö. Det är en avlång sjö, cirka 80 km lång i öst-västlig riktning och cirka 10 meter djup. Nipissing har flera tillflöden. Det största är Sturgeon River. Nipissingsjöns utlopp är Rivière des Français som leder till Huronsjön. Sjön var en viktig del av vägen från Atlantkusten till Stora sjöarna som de tidiga upptäcktsresandena tog genom att Mattawa River som leder till Ottawafloden passerar alldeles öster om Nipissingsjön. Den förste som tog den vägen var Étienne Brûlé år 1610.